# Stadion im. Opolskich Olimpijczyków w Opolu
Stadion im. Opolskich Olimpijczyków w Opolu – stadion lekkoatletyczny w Opolu o pojemności 998 osób z bieżnią która na łuku posiada osiem torów a na prostej dziesięć torów o długości 400 metrów, z boiskiem treningowym wewnątrz. Stadion posiada również stanowiska do rzutu dyskiem i młotem, skocznie w dal i wzwyż, a także sześć szatni dla zawodników.

## Opis obiektu

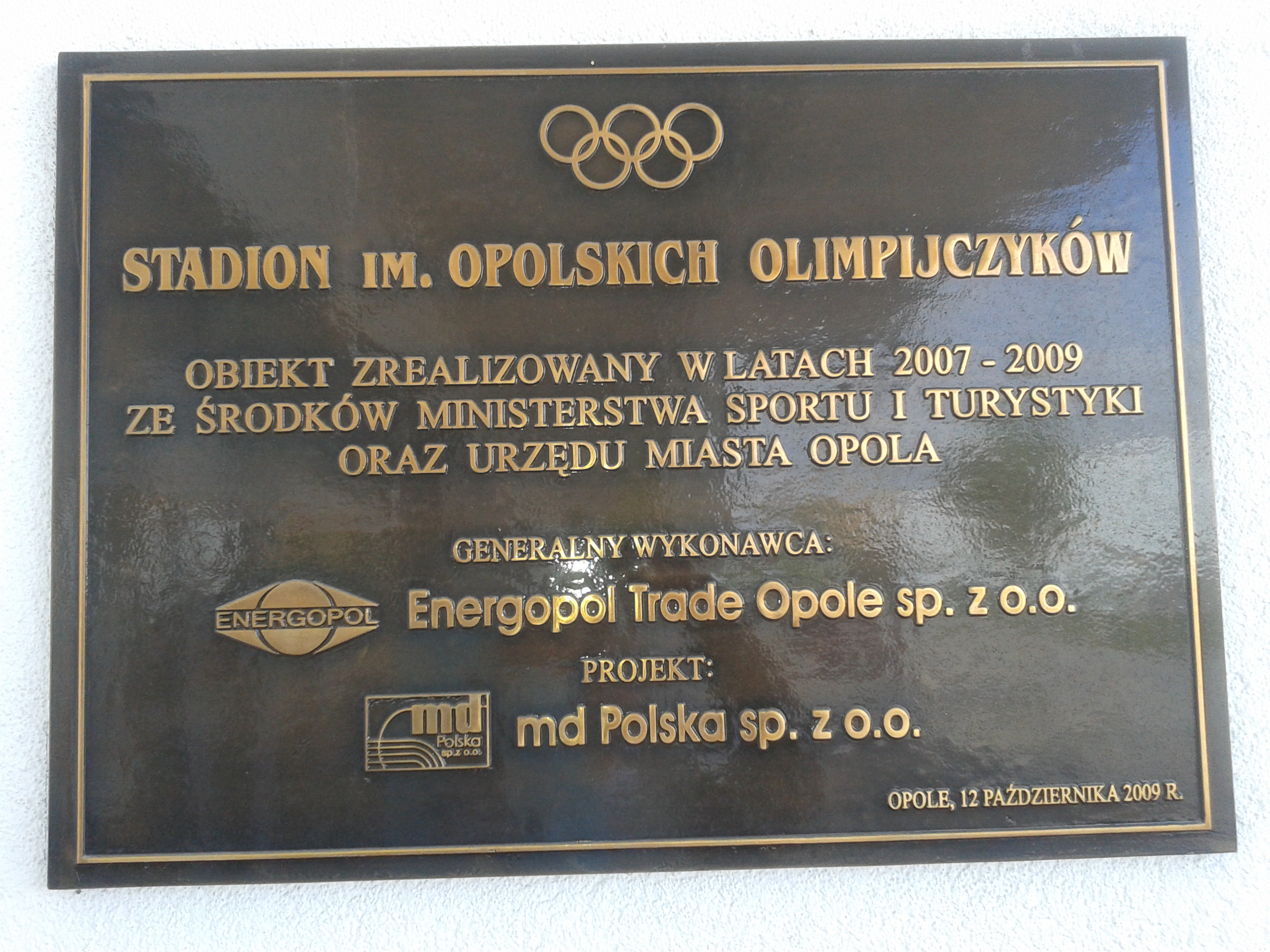
Tablica pamiątkowa na stadionie

Stadion lekkoatletyczny w Opolu został zbudowany w czerwcu 2009 roku w miejsce stadionu lekkoatletycznego Gwardia. Został on oficjalnie otwarty 12 września 2009 roku podczas inauguracji 4. Opolskiego Festiwalu Skoków. Na tym obiekcie odbywają się również zawody ogólnopolskie oraz międzynarodowe. 
Ludzie odwiedzający obiekt mają do dyspozycji klub fitness Olimp, w którym znajduje się sale: aerobowa, siłowa, do gry w tenisa stołowego, a także sauna. Kierownikiem obiektu jest znany lekkoatleta, olimpijczyk z Moskwy – Janusz Trzepizur.

## Dane ogólne
- Nazwa: Stadion im. Opolskich Olimpijczyków
- Adres:  ul. Sosnkowskiego 12, 45-273 Opole
- Pojemność: 998
- Zaplecze obiektu:
  - Klub fitness "Olimp"
    - Sala aerobowa
    - Siłownia
    - Sala do gry w tenisa stołowego
    - Sauna

## Zawody organizowane na obiekcie
- Opolski Festiwal Skoków
- Mistrzostwa Polski w Wielobojach
- XII Ogólnopolskie Igrzyska LZS
- Finały LA Województwa Opolskiego
- Bieg i Marsz Niepodległości
- Zagraj ze mną tato